# Turka, Colomeea
Turka (în ucraineană Турка) este localitatea de reședință a comunei Turka din raionul Colomeea, regiunea Ivano-Frankivsk, Ucraina.

## Demografie
Componența lingvistică a localității Turka
     Ucraineană (99,84%)
     Alte limbi (0,16%)
Conform recensământului din 2001, majoritatea populației localității Turka era vorbitoare de ucraineană (99,84%), existând în minoritate și vorbitori de alte limbi.